# Pétroleuse

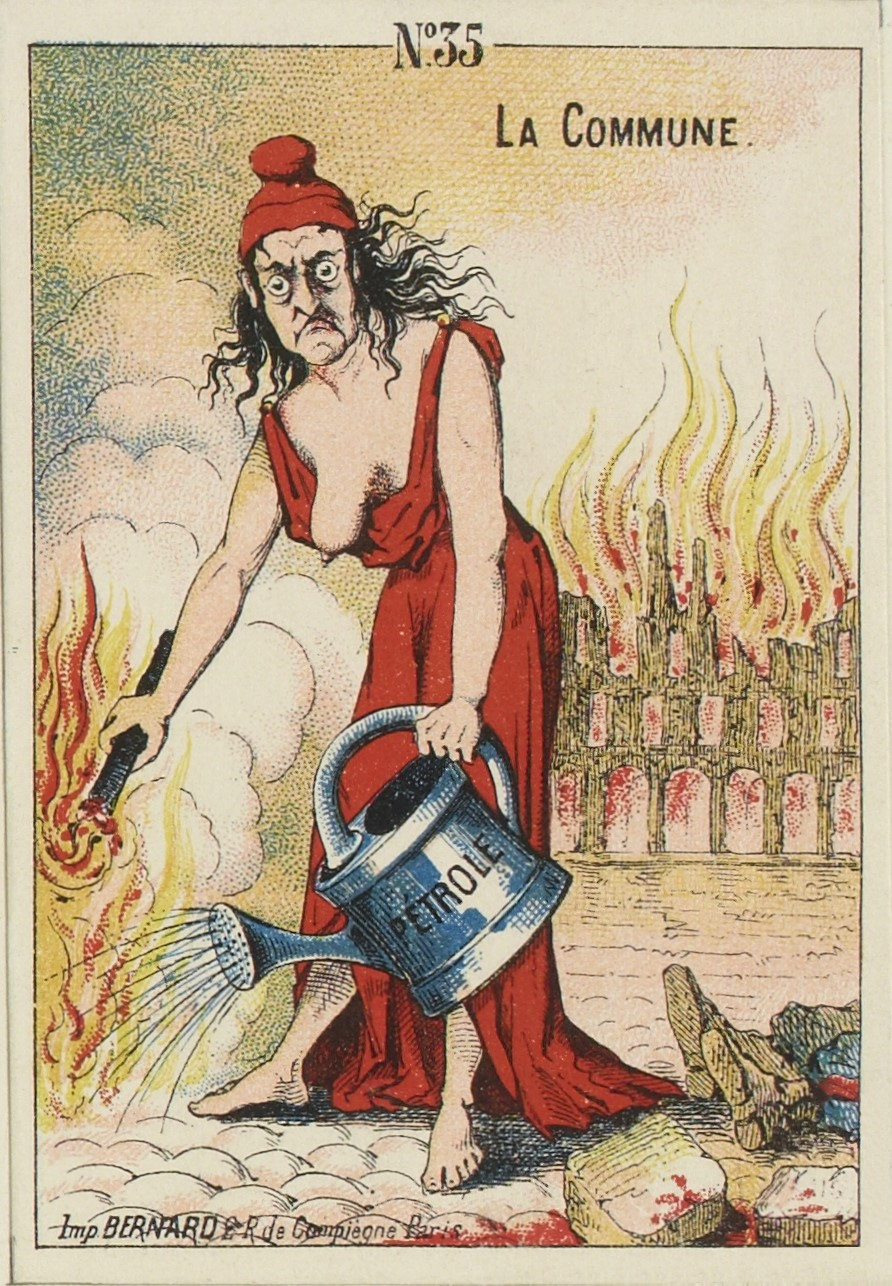
Caricatura di una pétroleuse in una cartolina postale versagliese del 1871.

Pétroleuse è il termine che descrive una donna accusata di aver usato del petrolio per appiccare incendi nel 1871 durante i fatti della Comune di Parigi. In particolare questo termine è stato utilizzato dopo l'incendio dell'Hôtel de ville di Parigi (24 maggio 1871). Le donne che avevano preso parte a combattimenti diventarono capri espiatori delle distruzioni avvenute durante la settimana di sangue. A Parigi la vendita di liquidi infiammabili rimase vietata per diversi mesi dopo la fine della Comune.

## Storia

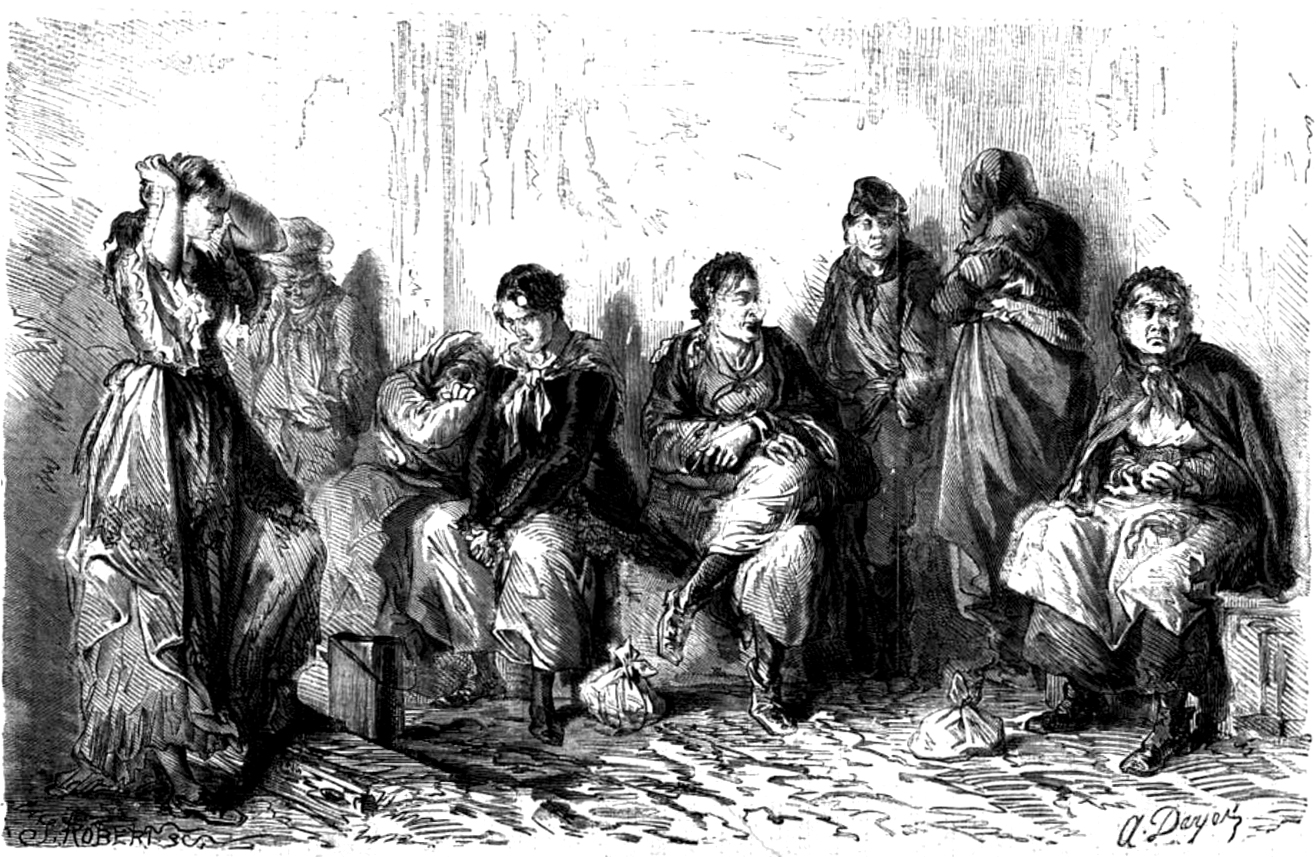
Pétroleuses arrestate a Versailles

Recenti ricerche di storici della Comune di Parigi, come Robert Tombs e Gay Gullickson, hanno rivelato che non vi è stato in realtà nessun incendio doloso appiccato da donne e nessuna donna è stata in realtà condannata come incendiaria. Tra le migliaia di presunti Comunardi giudicati dopo la Comune, solo pochi sono stati giudicati colpevoli e sono stati condannati per aver sparato contro le truppe di Versailles, non come incendiari. L'Hôtel de Ville e gli edifici lungo la Rue de Rivoli sono bruciati negli scontri di strada tra i Comunardi e le truppe di Versailles, mentre altri edifici sono stati distrutti da bombe incendiarie.
Gullickson suggerisce che il mito della pétroleuse fosse in realtà parte di una campagna di propaganda orchestrata dai politici Versailles per ritrarre la Comune di Parigi come innaturale, distruttiva e barbara, diffondendo l'idea di una superiorità morale delle forze lealiste rispetto ai Comunardi "contro natura". In seguito agli eventi della Comune è nata la leggenda popolare delle pétroleuses, tramandata fino al XX secolo. Per comprendere la logica di questo termine, si deve vedere il contesto del tempo e ricordare che, mentre la donna non era considerato un membro a pieno titolo della società, la Comune ne aveva stabilito la parità rispetto all'uomo.